# Tournoi féminin de Hong Kong de rugby à sept
Ne doit pas être confondu avec Tournoi de Hong Kong de rugby à sept.
Le Tournoi féminin de Hong Kong de rugby à sept (en anglais : Hong Kong Women's Sevens) est une compétition de rugby à sept, qui se déroule à Hong Kong dans le cadre de la série mondiale de rugby à sept.

## Histoire
À partir de 2017, le tournoi de Hong Kong des Sevens World Series, jusque là exclusivement disputé en catégorie masculine, accueille également une épreuve féminine faisant office de tournoi qualificatif afin de consacrer l'équipe promue pour la saison à venir,.
Dans le cadre de la saison 2019-2020, le calendrier des étapes des Sevens World Series est remanié. La compétition féminine en accueille trois nouvelles, en Afrique du Sud, en Nouvelle-Zélande et à Hong Kong. Par ailleurs, ces trois nouveaux tournois sont organisés de manière conjointe avec leurs équivalents masculins,. Le statut de tournoi qualificatif n'est quant à lui plus en vigueur étant donné la mise en place des Sevens Challenger Series. Néanmoins, la tenue de cette première édition féminine officiellement organisée sous le nom des Sevens Series est reportée en raison de la pandémie de Covid-19, puis définitivement annulée. Dans l'optique de la saison 2021 des séries mondiales au format réduit, Hong Kong est choisi afin d'accueillir une des étapes ; le tournoi sera finalement lui aussi annulé. Bien qu'il soit inscrit au calendrier des étapes de l'édition 2022, il est annulé avant l'ouverture de la saison, en raison des incertitudes liées aux restrictions de voyage ; en compensation, il est prévu que le tournoi d'ouverture de la saison suivante soit joué à Hong Kong, en plus du tournoi traditionnel du mois d'avril.

## Identité visuelle

Évolution du logo
Logo depuis l'édition 2020.

## Palmarès
| Date                    | Stade                         | Cup                                          | Cup                                          | Cup                                          | Cup                                          |
| Date                    | Stade                         | Vainqueur                                    | Score                                        | Finaliste                                    | Troisième                                    |
| ----------------------- | ----------------------------- | -------------------------------------------- | -------------------------------------------- | -------------------------------------------- | -------------------------------------------- |
| 3 au 5 avril 2020       | Stade de Hong Kong, Hong Kong | annulée en raison de la pandémie de Covid-19 | annulée en raison de la pandémie de Covid-19 | annulée en raison de la pandémie de Covid-19 | annulée en raison de la pandémie de Covid-19 |
| 5 au 7 novembre 2021    | Stade de Hong Kong, Hong Kong | annulée en raison de la pandémie de Covid-19 | annulée en raison de la pandémie de Covid-19 | annulée en raison de la pandémie de Covid-19 | annulée en raison de la pandémie de Covid-19 |
| 1er au 3 avril 2022     | Stade de Hong Kong, Hong Kong | annulée en raison de la pandémie de Covid-19 | annulée en raison de la pandémie de Covid-19 | annulée en raison de la pandémie de Covid-19 | annulée en raison de la pandémie de Covid-19 |
| 31 mars au 2 avril 2023 | Stade de Hong Kong, Hong Kong | Nouvelle-Zélande                             | 26 - 17                                      | Australie                                    | Grande-Bretagne                              |

## Stades
Durant son histoire, le tournoi de Hong Kong a été organisé dans un seul stade.   

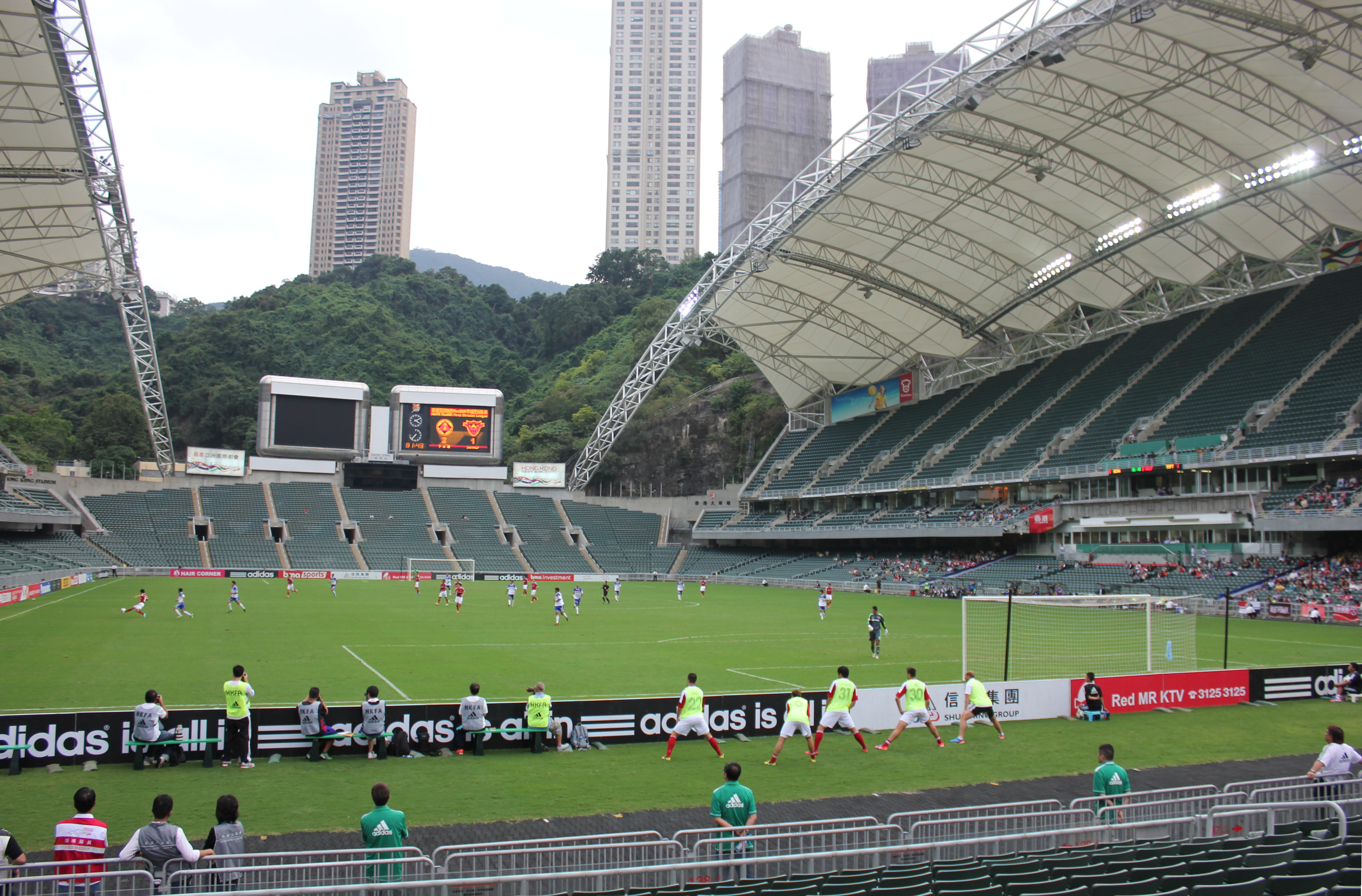
Depuis 2020 : Stade de Hong Kong.